# Émile Andrieux
Émile Joseph Marie Andrieux (Sète, 19 novembre 1859 – Villiers-sur-Marne, febbraio 1935) è stato uno schermidore francese.
Partecipò ai Giochi della II Olimpiade di Parigi nella gara di spada per maestri, in cui fu eliminato al primo turno.